# El capitán Drummond
El capitán Drummond (Bulldog Drummond) es una película estadounidense de 1929 dirigida por F. Richard Jones, con Ronald Colman como actor principal, en su primera película sonora.
La película fue candidata a dos premios Óscar: a los mejores decorados (William Cameron Menzies) y al mejor actor principal: Ronald Colman, que también fue candidato al mismo premio por su actuación en Condenado (Condemned), película dirigida por Wesley Ruggles. 

## Temática
El capitán Drummond (Ronald Colman) va en ayuda de una dama en apuros (Joan Bennett) cuyo tío ha sido secuestrado y es mantenido cautivo en un asilo para lunáticos.

## Premios y reconocimientos
3.ª edición de los Premios Óscar
| Premio                  | Candidato               | Resultado |
| ----------------------- | ----------------------- | --------- |
| Mejor actor             | Ronald Colman           | Nominado  |
| Mejor dirección de arte | William Cameron Menzies | Nominado  |

National Board of Review
| Reconocimiento              | Candidata           | Resultado |
| --------------------------- | ------------------- | --------- |
| Diez mejores filmes del año | El capitán Drummond | Incluida  |